# Кармона
Кармона (ісп. Carmona) — муніципалітет в Іспанії, у складі автономної спільноти Андалусія, у провінції Севілья. Населення — 28 576 осіб (2010).
Муніципалітет розташований на відстані близько 370 км на південний захід від Мадрида, 32 км на схід від Севільї.
На території муніципалітету розташовані такі населені пункти: (дані про населення за 2010 рік)
- Кармона: 27398 осіб
- Гуадахос: 1178 осіб

## Демографія
Динаміка населення (INE ):

## Галерея зображень

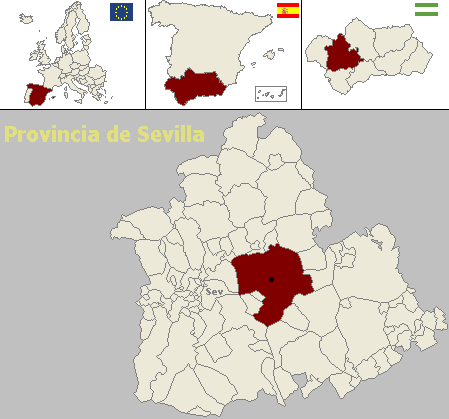
Розташування муніципалітету Кармона у провінції Севілья
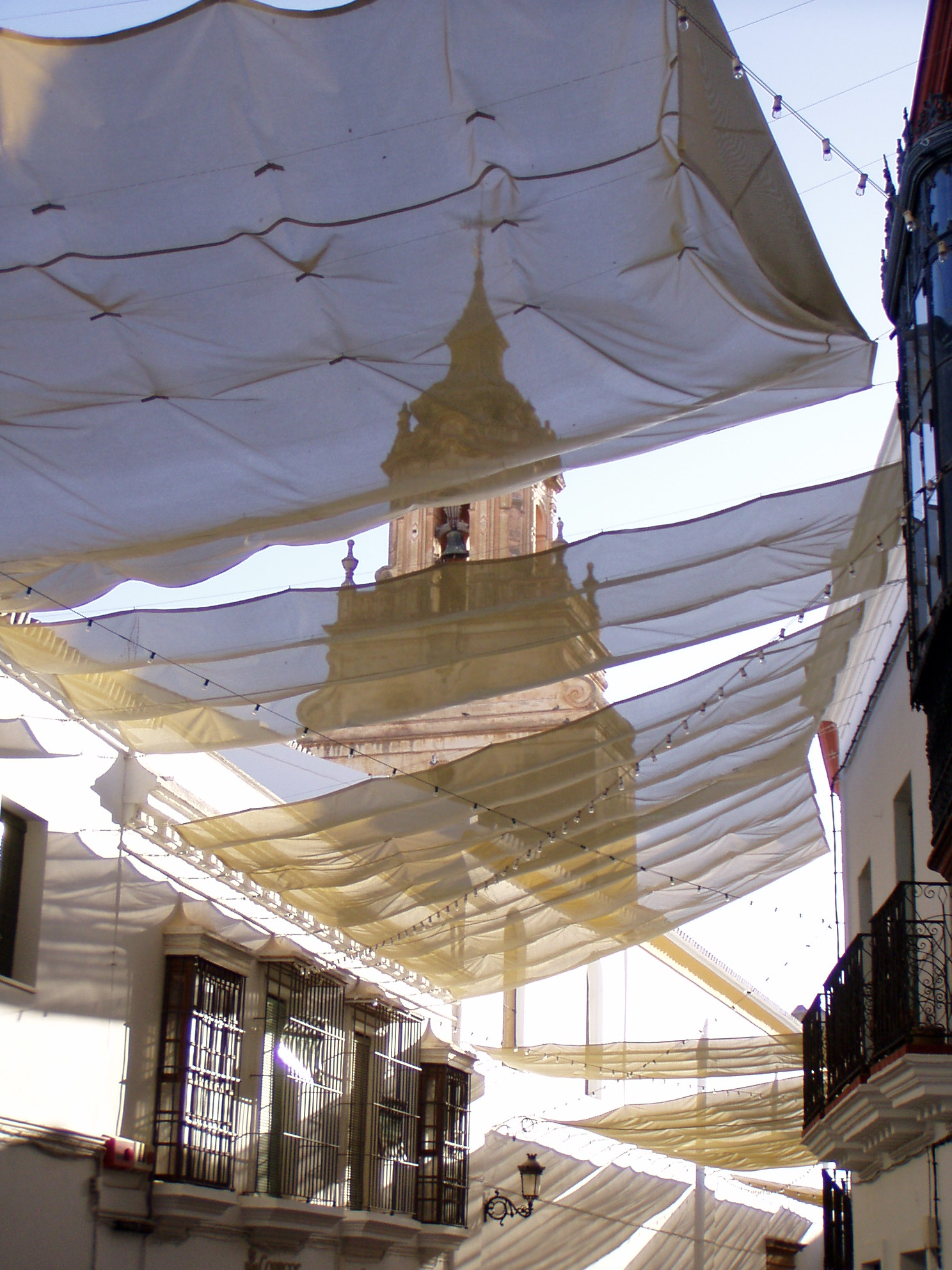
Центр міста
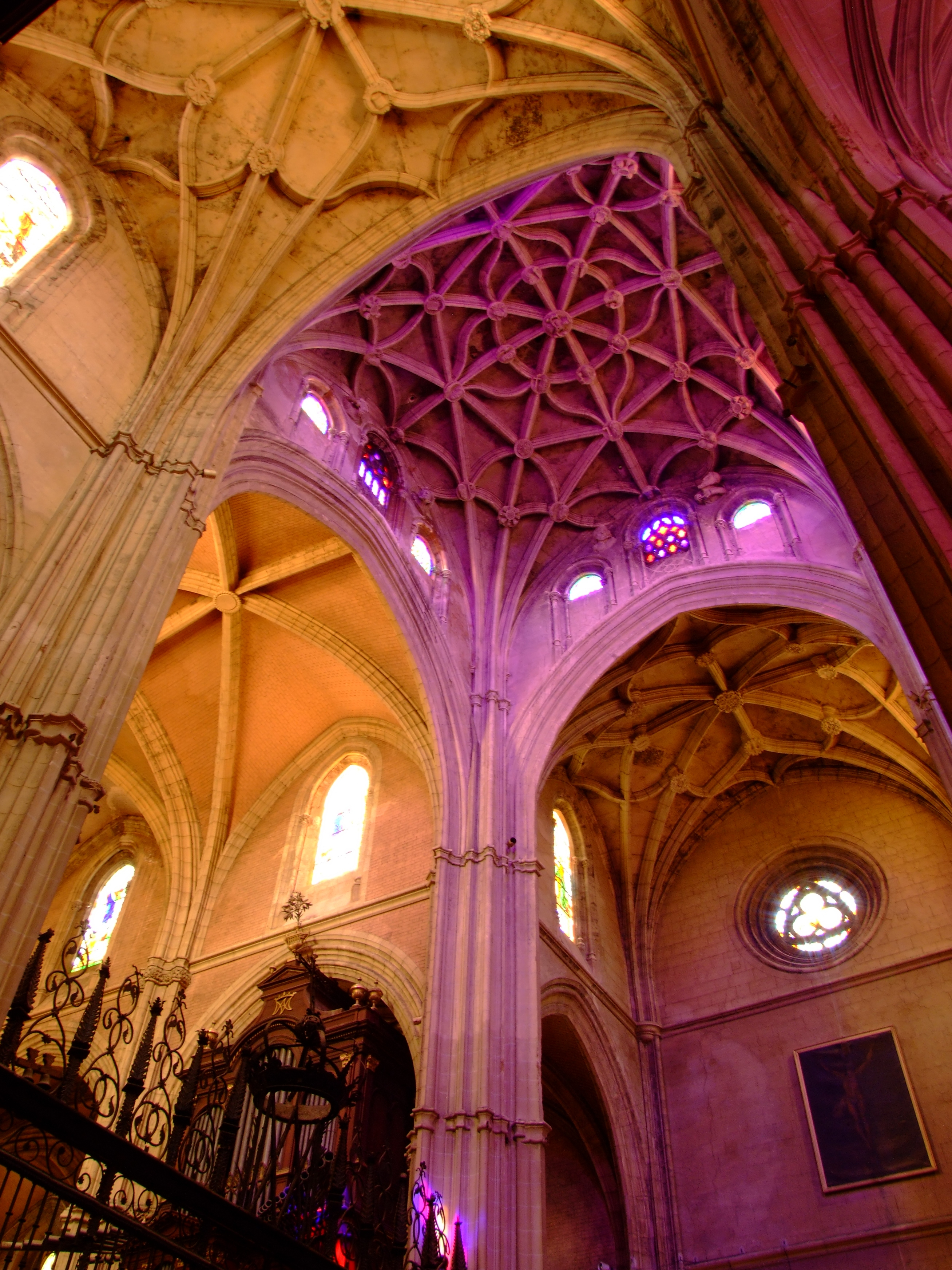
Церква Санта-Марія
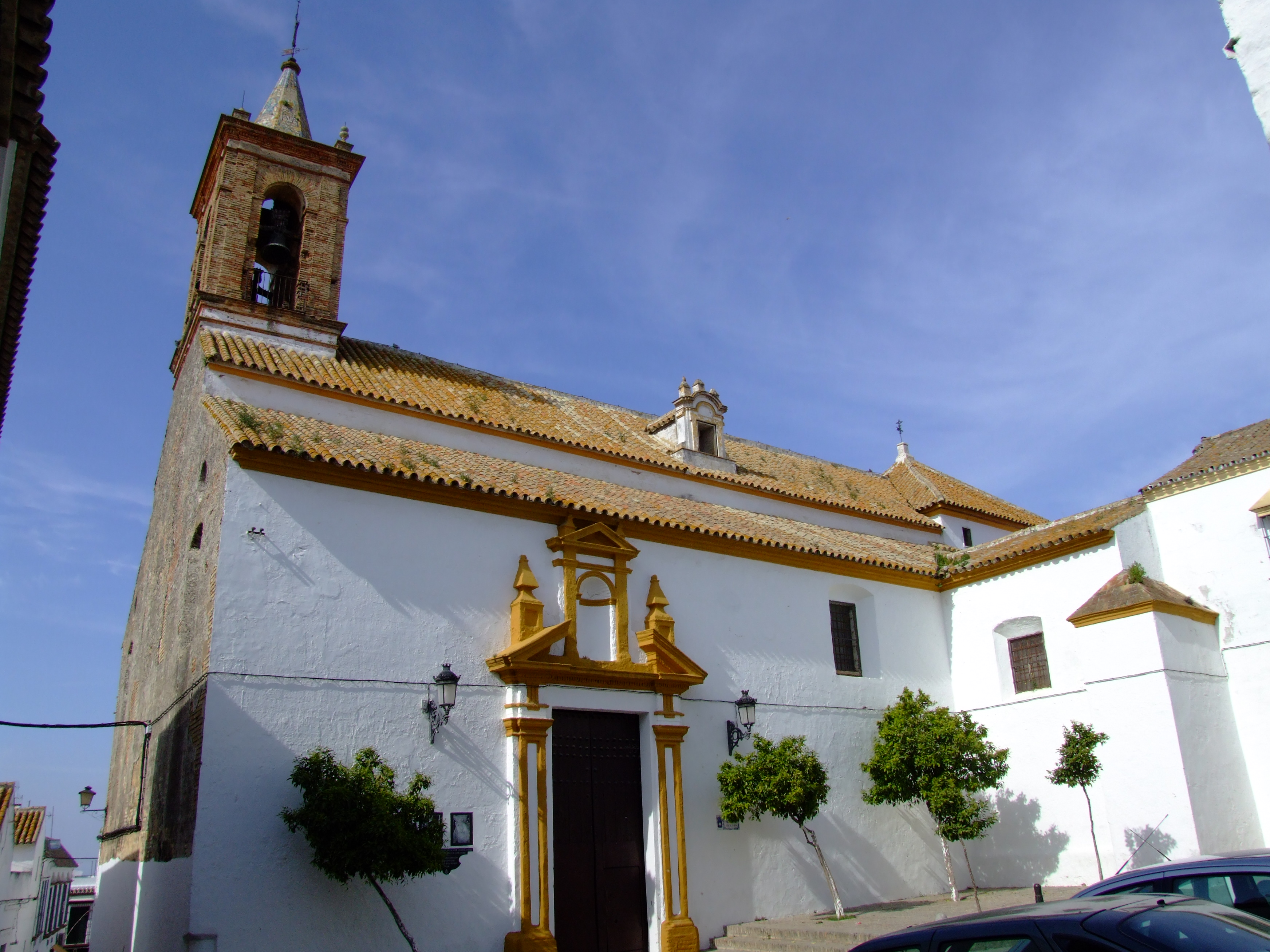
Церква Сан-Блас